# Nama bartlettii
Nama bartlettii är en strävbladig växtart som beskrevs av Standley. Nama bartlettii ingår i släktet Nama och familjen strävbladiga växter. Inga underarter finns listade i Catalogue of Life.